# Chiesa di San Giuseppe (Cugnasco-Gerra)
La chiesa parrocchiale di San Giuseppe è un edificio religioso che si trova a Cugnasco, frazione del comune di Cugnasco-Gerra in Canton Ticino.

## Storia
L'edificio venne eretto fra il 1635 ed il 1664 sul sito in cui si trovava una chiesa precedente. Nel 1672 venne edificato il campanile, nel 1770 venne aggiunto il coro e nel 1886 venne costruito il portico che si trova davanti alla facciata.

## Descrizione
Si tratta di un edificio a navata unica, con copertura a volta a botte lunettata ed una cupola. L'interno è decorato con diversi dipinti su tela mentre la cupola è affrescata con le figure dei 4 Evangelisti, attrinuiti ad Agostino Balestra.